# 一期一会 恋バナ友バナ
『一期一会 恋バナ友バナ』（いちごいちえ こいバナともバナ）は、カタノトモコの『一期一会』を原案とした日本のテレビアニメ。2007年10月20日から2008年1月26日までキッズステーションで1話5分間のアニメとして放送された作品。

## ストーリー
高校生の日常を一話完結で綴る。登場人物に名前はない。

## キャスト
- 壁谷明音
- 前田希美
- 大山桃子
- 黒田瑞貴
- 蒲田華恵

## スタッフ
- 原作 - カタノトモコ（マインドウェイブ）
- 監督・キャラクターデザイン - くわじまゆきお
- 脚本 - 梅村真也
- 作画 - エクラアニマル
- 美術 - アトリエローク
- 音楽 - インクルードP.D.
- キャスティング協力 - タンバリンアーティスツ
- 協力 - 学習研究社、ピチレモン編集部
- 制作 - フォーサム
- 制作協力 - ヒーローガレージ
- 製作 - 一期一会製作委員会

## 主題歌
コロムビアミュージックエンタテインメントより発売。
オープニングテーマ「キミのとなり」
作詞 - カタノトモコ / 作曲・編曲 - ムラマツテツヤ / 唄 - こいとも / Chorus - 志澤真由美
エンディングテーマ「Story」
作詞 - EQ / 作曲 - 浅井竜介 / 編曲 - ryce / 唄 - こいとも / Chorus - 志澤真由美

## 各話リスト
| 話数 | サブタイトル   | 放送日          |    | 話数             | サブタイトル  | 放送日 |
| ---- | -------------- | --------------- | -- | ---------------- | ------------- | ------ |
| 1    | 半分           | 2007年 10月20日 | 8  | 近づきたくて     | 12月8日       |        |
| 2    | 赤い糸         | 10月27日        | 9  | いつも           | 12月15日      |        |
| 3    | いつでもおいで | 11月3日         | 10 | おそろい         | 12月22日      |        |
| 4    | 偶然           | 11月10日        | 11 | この空よりも     | 2008年 1月5日 |        |
| 5    | たからもの     | 11月17日        | 12 | ほんのちょっとの | 1月19日       |        |
| 6    | 世界一         | 11月24日        | 13 | 帰り道           | 1月26日       |        |
| 7    | ふしぎ         | 12月1日         | -  | -                | -             |        |